# Let It Go (álbum)
Let It Go é o nono álbum de estúdio do cantor country Tim McGraw, lançado em 2007. O álbum atingiu o #1 lugar nas paradas da Billboard 200, vendendo cerca de 325 mil cópias.

## Faixas
1. "Last Dollar (Fly Away)" (Big Kenny) – 4:30
2. "I'm Workin'" (Darrell Scott, Lori McKenna) – 3:40
3. "Let It Go" (Aimee Mayo, William C. Luther, Tom Douglas) – 3:45
4. "Whiskey and You" (Chris Stapleton, Lee Thomas Miller) – 3:47
5. "Suspicions" (David Malloy, Eddie Rabbitt, Even Stevens, Randy McCormick) – 5:16
6. "Kristofferson" (Anthony Smith, Reed Nielsen) – 3:23
7. "Put Your Lovin' on Me" (Hillary Lindsey, Luke Laird) – 3:34
8. "Nothin' to Die For" (Craig Wiseman, Miller) – 4:13
9. "Between the River and Me" (Brad Warren, Brett Warren, Brett Beavers) – 3:53
10. "Train #10" (Tim McGraw, Brad Warren, Brett Warren) – 3:58
11. "I Need You" (David Lee, Tony Lane) – 4:08
12. "Comin' Home" (Rivers Rutherford, Steve McEwan) – 4:06
13. "Shotgun Rider" (Smith, Jeffrey Steele, Sherrié Austin) – 4:21
14. "If You're Reading This" (McGraw, Brad Warren, Brett Warren) – 4:12